# Hercule-Mériadec de Rohan-Soubise
Pour les articles homonymes, voir Hercule-Mériadec de Rohan.
Titre
Prince de Soubise
24 août 1712 – 26 janvier 1749
(36 ans, 6 mois et 2 jours)
Hercule-Mériadec de Rohan-Soubise, né à Paris le 8 mai 1669 et mort à l'hôtel de Soubise le 26 janvier 1749, est un aristocrate et militaire de l'Ancien Régime. Fils de François de Rohan-Soubise, le premier prince de Soubise, et de sa femme Anne de Rohan-Chabot, qui fut maîtresse du roi Louis XIV, il succède en 1712 à son père en tant que second prince de Soubise. Il est également duc de Rohan-Rohan ainsi que grand-père de Charles de Rohan-Soubise, nommé ministre d'État sous Louis XV.  

## Biographie

### Jeunesse
Hercule-Mériadec de Rohan-Soubise est né en la ville de Paris le 8 mai 1669. Il est le fils de François de Rohan-Soubise, prince de Soubise, premier du nom, ainsi que fondateur de la branche Soubise de la maison de Rohan. Quant à sa mère, la belle Anne de Rohan-Chabot, elle est la maîtresse du roi Louis XIV lors d'un séjour de la cour, au château de Chambord. La famille se réclame de la descendance des ducs de Bretagne et possède ainsi à la cour le rang de prince étranger. Il est quatrième des onze enfants et le second fils de la fratrie. Le décès de son frère aîné en 1689, Louis de Rohan-Soubise, fait alors de lui héritier présomptif du titre de son père. 
Hercule-Mériadec porte le titre de prince de Maubuisson son père étant en vie. En tant que prince étranger, il bénéficera du prédicat d'Altesse à la cour. Il exerce « en survivance » de son père la charge de gouverneur de Champagne en 1693 et qu'il cède à son petit-fils Charles de Rohan-Soubise en 1734. Il est également nommé brigadier des armées du roi en 1696, puis maréchal de camp en 1702, avant d'être promu lieutenant général en 1704. Il est fait le capitaine-lieutenant des gendarmes de la garde du roi le 1er février 1704, et renoncera à cette charge, également pour son petit-fils, Charles de Rohan-Soubise, futur maréchal de France, en 1734,.
À la mort de son père en 1712, il devient prince de Soubise. Il est plus tard titré duc de Rohan-Rohan et pair de France par lettres patentes en octobre 1714. Il obtient également en héritage l'hôtel de Soubise, dans le Marais, où il fait alors poursuivre par l'architecte Delamair les travaux engagés par ses parents. Il se retrouve voisin de son frère, le cardinal Armand-Gaston-Maximilien de Rohan-Soubise, qui habite dans l'hôtel de Rohan voisin. Comme il est le capitaine-lieutenant des gendarmes de la garde du roi, il utilisait aussi l'hôtel pour loger ces gendarmes de la garde.

### Mariage
Hercule-Mériadec de Rohan-Soubise épouse le 15 février 1694 Anne-Geneviève de Lévis, dite Mademoiselle de Ventadour, à Paris. Elle est la fille de Louis-Charles de Lévis, duc de Ventadour, et de Charlotte de La Mothe-Houdancourt, la gouvernante du jeune roi Louis XV. La jeune femme était la veuve depuis 1692 de Louis-Charles de La Tour d'Auvergne, un grand chambellan de France et fils de Godefroy-Maurice de La Tour d'Auvergne et de Marie-Anne Mancini, alors mort au combat. Le mariage mettra au monde cinq enfants, et dont seulement trois auront des enfants aussi :
1. Louise-Françoise de Rohan-Soubise (4 janvier 1695 – 27 juillet 1755). Elle épouse Guy-Jules-Paul de La Porte Mazarin, petit-fils de Armand-Charles de La Porte de La Meilleraye et de Hortense Mancini ;
2. Charlotte-Armande de Rohan-Soubise (19 janvier 1696 – 2 mars 1733). Elle est abbesse de l'abbaye Notre-Dame de Jouarre ;
3. Jules de Rohan-Soubise, futur prince de Soubise. Il épouse Anne-Julie-Adélaïde de Melun, fille de Louis Ier de Melun et de Élisabeth-Thérèse de Lorraine ;
4. Marie-Isabelle de Rohan-Soubise. Elle épouse Marie-Joseph d'Hostun de La Baume-Tallard, duc d'Hostun et duc de Tallard, fils de Camille d'Hostun. Elle est gouvernante des Enfants de France sous le règne du roi Louis XV ;
5. Louise de Rohan-Soubise. Elle épouse Hercule-Mériadec de Rohan-Guéméné, fils de Charles III de Rohan-Guéméné. Elle est la marraine de Charles-Alain-Gabriel de Rohan-Guéméné.

Le prince et la princesse perdent leur fils unique, Jules de Rohan-Soubise, emporté par la variole, en 1724, en même temps que sa jeune épouse, Anne-Julie-Adélaïde de Melun. Leur petit-fils, né en 1715, Charles de Rohan-Soubise, est élevé par son grand-père après la mort de ses parents, afin qu'il devienne un vrai gentilhomme. Il devient par la suite un grand ami du roi Louis XV et est l'arrière-grand-père du futur duc d'Enghien par sa fille aînée, Charlotte de Rohan-Soubise, qui épousa le prince de Condé. Charlotte-Armande de Rohan-Soubise, la seconde fille du prince, devint abbesse de Jouarre, succédant à Anne-Marguerite de Rohan-Soubise, en 1721. 

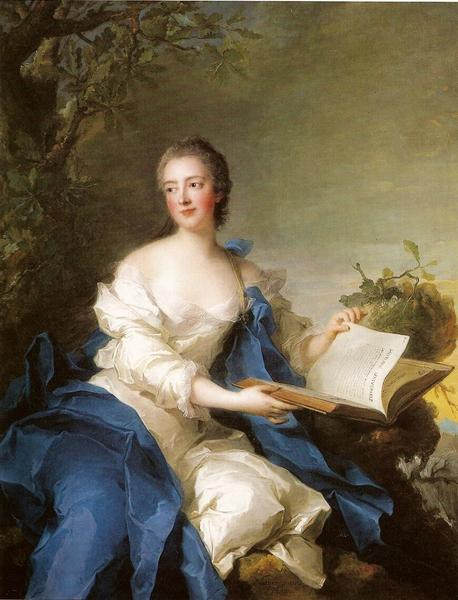
La princesse de Rohan par Jean-Marc Nattier, 1741.

La princesse de Soubise meurt en mars 1727. Hercule-Mériadec épouse le 2 septembre 1732, en secondes noces, Marie-Sophie de Courcillon. Cette dernière est la fille de Philippe-Égon de Courcillon, le marquis de Courcillon, et de Françoise de Pompadour, une maîtresse du cardinal de Richelieu. Elle est également la petite-fille du marquis de Dangeau, le célèbre mémorialiste de la cour du roi Louis XIV, et la veuve de Charles-François d'Albert d'Ailly, duc de Picquigny. Les époux ont quarante-trois ans d'écart. Elle eut le titre de courtoisie de princesse de Rohan. Afin de plaire à sa jeune épouse, le prince charge Germain Boffrand de la création de décors neufs pour les appartements de son hôtel de Soubise, alors dans un nouveau style rocaille. 
Il fait faire les plus remarquables décors intérieurs subsistants encore aujourd'hui dans l'hôtel. Le prince habite le rez-de-chaussée de l'hôtel et la princesse le premier étage. Elle reçoit en ces appartements, notamment dans le salon ovale qui lui fait office de grand cabinet, et dont les peintures des voussures sont signées Natoire, et sont consacrées au mythe de Psyché. 

### Décès
Hercule-Mériadec de Rohan-Soubise meurt en l'hôtel de Soubise, situé rue de Paradis dans la paroisse de l'église Saint-Jean-en-Grève, le 26 janvier 1749. Il est âgé de soixante-dix-neuf ans. Le prince est inhumé en l'église de la Mercy, qui sera détruite après la Révolution française. Son fils, Jules de Rohan-Soubise, étant décédé avant lui, son petit-fils va lui succéder comme troisième prince de Soubise. Fidèle ami du roi Louis XV, il sera nommé maréchal de France puis même ministre.

## Titulature
- 8 mai 1669 - 24 août 1712 : « Son Altesse Hercule-Mériadec de Rohan, Prince de Maubuisson, Prince Étranger » ;
- 24 août 1712 - 26 janvier 1749 : « Son Altesse Hercule-Mériadec de Rohan, Prince de Soubise, Prince Étranger ».

## Pages connexes
- Maison de Rohan
- Principauté de Soubise
- Duché de Rohan-Rohan
- François de Rohan-Soubise
- Anne de Rohan-Chabot
- Hôtel de Soubise
- Charles de Rohan-Soubise
- Marie-Sophie de Courcillon